# Eric Dolphy
Eric Allan Dolphy, Jr. (Los Angeles, 20 giugno 1928 – Berlino, 29 giugno 1964) è stato un polistrumentista e compositore statunitense di musica jazz, virtuoso di sassofono contralto, flauto, ottavino, clarinetto e clarinetto basso.

## Biografia
Nato a Los Angeles, città vivace dal punto di vista della tradizione musicale, apprese a nove anni l'uso del clarinetto e qualche anno più tardi quello del sassofono contralto.
Debuttò in sala di registrazione nel 1949 con il gruppo di Roy Porter, ma per i dieci anni successivi non vi sono testimonianze discografiche del suo lavoro. In quel periodo Dolphy si impegnò nello studio del flauto e la sua bravura colpì Buddy Collette, famoso flautista, tanto che lo propose nel 1958 come suo sostituto nel quintetto di Chico Hamilton. Con questa formazione rimase meno di un anno ma ebbe l'opportunità di rientrare in sala di registrazione e incidere un buon numero di brani in album quali Newport Jazz Festival e The Original Ellington Suite. Alla fine degli anni cinquanta si spostò a New York, dove si impose subito come il solista più dotato sotto ogni punto di vista (armonico, ritmico, melodico e timbrico) debuttando come solista con l'album Outward Bound.
Subito dopo iniziò la fruttuosa collaborazione con Charles Mingus (Mingus at Antibes, Charles Mingus Presents Charles Mingus, The Great Concert of Charles Mingus, Mingus Mingus Mingus Mingus Mingus).
Dolphy eccelleva soprattutto come sideman, con Max Roach (Percussion Bitter Sweet), John Lewis (Wonderful World of Jazz), Oliver Nelson (More Blues and the Abstract Truth, Screamin' the blues, Straight Ahead), John Coltrane (Olé); notevole il contrasto dei due quartetti che suonano contemporaneamente nell'opera manifesto Free Jazz di Ornette Coleman.
Il 28 febbraio 1964, Dolphy registrò, con Freddie Hubbard (tromba), Bobby Hutcherson (vibrafono), Richard Davis (contrabbasso) e il giovanissimo Tony Williams (batteria), un album che è unanimemente considerato uno dei grandi capolavori del jazz anni sessanta: Out to Lunch!. Il titolo si riferisce ironicamente al cartello che si espone di solito alle vetrine dei negozi chiusi per la pausa pranzo.
Dal 1960 in poi, Eric Dolphy fu più volte presente in Europa, dove non sempre fu accolto con stima e successo: memorabile l'esibizione del 1960 al festival di Juan-les-Pins dove fu sonoramente fischiato. L'accoglienza fu migliore l'anno dopo a Stoccolma e a Copenaghen e nel 1964 nei Paesi Bassi e a Berlino, dove trovò la morte.
Le versioni sulla sua morte sono controverse: negli ultimi mesi della sua vita aveva sviluppato una forma molto aggressiva di diabete che lo aveva portato rapidamente a insufficienza renale e a complicanze cardiache. La sera del 29 giugno 1964, a Berlino Ovest durante un concerto ebbe un malore e chiese di essere portato a casa. Un amico dichiarò invece che fu condotto in un ospedale dove, etichettato come musicista di colore, venne sottoposto ad indagini molto superficiali: i medici credevano di trovarsi di fronte ad un "classico" caso di overdose, mentre si trattava di uno stato di uremia che lo portò rapidamente alla morte.
Per molto tempo i collezionisti hanno creduto che l'ultima testimonianza registrata di Eric Dolphy fosse Last date con Misha Mengelberg e Han Bennink, incisa il 2 giugno. È stata poi ritrovata una registrazione dell'11 giugno, che fu pubblicata con il titolo The Very Last Recording, e che era stata realizzata a Parigi con Donald Byrd e con alcuni sessionmen francesi.
Una dedica postuma ad Eric Dolphy arriva da Frank Zappa nel 1970, con The Eric Dolphy Memorial Barbecue, notevole pezzo dai contorni chiaramente free jazz pubblicato nell'album Weasels Ripped My Flesh.
Polistrumentista, è stato grande sia al sax alto che al flauto. Ma al clarinetto basso è stato un autentico pioniere se si pensa che a quell'epoca questo strumento non era considerato ancora perfetto sia dal punto di vista della meccanica che dell'intonazione. È stato l'apripista di altri jazzisti che dopo di lui si sono cimentati con questo strumento.

## Discografia
Sebbene concentrata in soli sei anni di attività, la discografia di Eric Dolphy è ampia e articolata, comprendendo incisioni sia da leader che da collaboratore di altri importanti musicisti:
- 1960 - Outward Bound (New Jazz)
- 1960 - The Latin Jazz Quintet Plus Eric Dolphy. Caribé. (New Jazz).
- 1959- 60 Hot & Cool Latin (Blue Moon, 1996). Ristampa di The Latin Jazz Quintet (United Artists) più Chico Hamilton,That Hamilton Man (Sesac Recs, 1959)
- 1960 - Out There (New Jazz, 1966)
- 1960 - Far Cry (New Jazz)
- 1960–61 - Dash One (Prestige, 1982) out-takes & inediti
- 1960–61 - Fire Waltz (Prestige, 1978), ristampa di Looking Ahead di Ken McIntyre (New Jazz, 1961) e di The Quest di Mal Waldron (New Jazz, 1962)
- 1960–62 - Other Aspects (Blue Note, 1987)
- 1961 - The Great Concert of Eric Dolphy (Prestige 1961), ristampa di: At the Five Spot, Vol. 1 (New Jazz, 1961) , At the Five Spot, Vol. 2 (Prestige, 1963) e Eric Dolphy & Booker Little Memorial Album: Recorded Live At The Five Spot (Prestige)
- 1961 - Stockholm Sessions (Enja, 1981)
- 1961 - The Complete Uppsala Concert (Jazz Door, 1993)
- 1961 - 1961 (Jazz Connoisseur, registrazioni a Monaco del 1961, anche come Live in Germany (Stash); Softly, As in a Morning Sunrise (Natasha Imports); Munich Jam Session December 1, 1961 by Eric Dolphy Quartet with McCoy Tyner (RLR).
- 1961 - Eric Dolphy in Europe, Vol. 1 (Prestige, 1964)
- 1961 - Eric Dolphy in Europe, Vol. 2 (Prestige, 1965)
- 1961 - Eric Dolphy in Europe, Vol. 3 Prestige,  1965) anche come Copenhagen Concert con Eric Dolphy in Europe, Vol. 1.
- 1961 - The Berlin Concerts (Enja, 1978)
- 1962 - Far Cry (New Jazz)
- 1962 - Eric Dolphy Quintet featuring Herbie Hancock: Complete Recordings (Lone Hill Jazz, 2004) anche come Live In New York (Stash); Left Alone (Absord); Gaslight 1962 (Get Back)
- 1962-63 - Vintage Dolphy (GM Recordings/Enja, 1986)
- 1962 - Quintet Live At Gaslight Inn (Ingo)
- 1963 - The Illinois Concert (Blue Note, 1999)
- 1963 Musical Prophet: The Expanded 1963 New York Studio Sessions (3CD) (Resonance, 2019), ristampa con aggiunte e inediti di Conversations anche come Music Matador (Affinity), Iron Man (Douglas International, 1968)  Jitterbug Waltz (Douglas , 1976)

- 1964 - Out to Lunch! (Blue Note)
- 1964 - Last Date (Fontana) (registrazioni radio di Hilversum)
- 1964 - Naima (Jazzway/West Wind, 1988), registrazioni radio ORTF di Parigi
- 1964 - Unrealized Tapes (West Wind) – registrazioni radio dORTF di  Parigi già pubblicate  in Last Recordings eThe Complete Last Recordings In Hilversum & Paris 1964 (Domino).
- Wherever I Go (1959)
- Status (1960)
- Magic (1960)
- Eric Dolphy (1960)

### Collaborazioni
1960–61 - Candid Dolphy (Candid) alternate takes da sessioni come sideman)
Chico Hamilton
- 1958 - The Original Ellington Suite (Pacific Jazz, 1958)
- 1958 - Chico Hamilton Quintet with Strings Attached (Pacific Jazz, 1958)
- 1958 - Gongs East! (Warner Bros., 1959)
- 1959 - The Three Faces of Chico (Warner Bros., 1959)
- 1959 - That Hamilton Man (Sesac Recs - pubblicato anche comeTruth)

Charles Mingus
- 1960 - Pre-Bird  [alias Mingus Revisited] (Mercury/Limelight)
- 1960 - Charles Mingus Presents Charles Mingus (Candid)
- 1960 - Mingus (Candid, 1961)
- 1960 - Mingus at Antibes (Atlantic)
- 1962 - The Complete Town Hall Concert (Blue Note, 1994)
- 1963 - Mingus Mingus Mingus Mingus Mingus (Impulse!)
- 1964 - The Great Concert of Charles Mingus (America)
- 1964 - Revenge! ()
- 1964 - Mingus in Europe Volume I (Enja, 1980)
- 1964 - Mingus in Europe Volume II (Enja, 1983)
- 1964 - Cornell 1964 (Blue Note, 2007)

Ornette Coleman
- Free Jazz: A Collective Improvisation (1960)
- Twins (1971)

Oliver Nelson
- Screamin' the Blues (1960)
- The Blues and the Abstract Truth (1961)
- Straight Ahead (1961)

John Coltrane
- 1961.05 - Africa/Brass (Impulse, 1961)
- 1961.05 - Olé Coltrane (Atlantic, 1961)
- 1961.11 - The Complete 1961 Village Vanguard Recordings (Impulse!, 1997). Ristampa con inediti di  "Live" at the Village Vanguard (Impulse, 1961), Impressions (Impulse! 1963) eThe Other Village Vanguard Tapes (Impulse!)
- 1961 - The Complete Copenhagen Concert (Magnetic) o (Gambit, 2009)
- 1961 - Evenings at the Village Gate: John Coltrane with Eric Dolphy (Impulse, 2023)
- 1961-62 - Live Trane - The European Tours (Pablo, 2001)

Makanda Ken McIntyre
- Looking Ahead (1960)

Booker Little
- Out Front (1960)

George Russell
- Ezz-thetics (1961)

Max Roach
- 1961 - Percussion Bitter Sweet (Impulse!, 1961)

Abbey Lincoln
- 1961 - Straight Ahead (Candid, 1961)

Andrew Hill
- Point of Departure (1964)

John Lewis
- The Sextet of Orchestra U.S.A. (1964)

- The Wonderful World of Jazz (Atlantic, 1961, registrazioni del 1960)
- Jazz Abstractions (Atlantic, 1961, registrazioni del 1960)
- Essence (Atlantic, 1965, registrazioni del 1960-62)